# Metcalfiella zygaena
Metcalfiella zygaena är en insektsart som beskrevs av Mckamey. Metcalfiella zygaena ingår i släktet Metcalfiella och familjen hornstritar. Inga underarter finns listade i Catalogue of Life.